# Romuald Morency
Romuald Morency (Parigi, 26 luglio 1995) è un cestista francese.